# Grupo Oi
Grupo Oi é uma empresa multinacional brasileira que atua no ramo das telecomunicações e tecnologias de informação. Foi fundada em 2 de outubro de 2013 com o nome CorpCo, após comunicado da fusão da Oi com a Portugal Telecom, tendo como CEO Zeinal Bava. 
No processo de fusão, a Oi recebeu ativos da PT Telecom (incluindo ativos da empresa na África e na Ásia) e incorporou a Telemar. 
No entanto, os ativos operacionais portugueses foram vendidos para a empresa de telecomunicações neerlandesa Altice em 2015 e a fusão não foi concluída.

## História

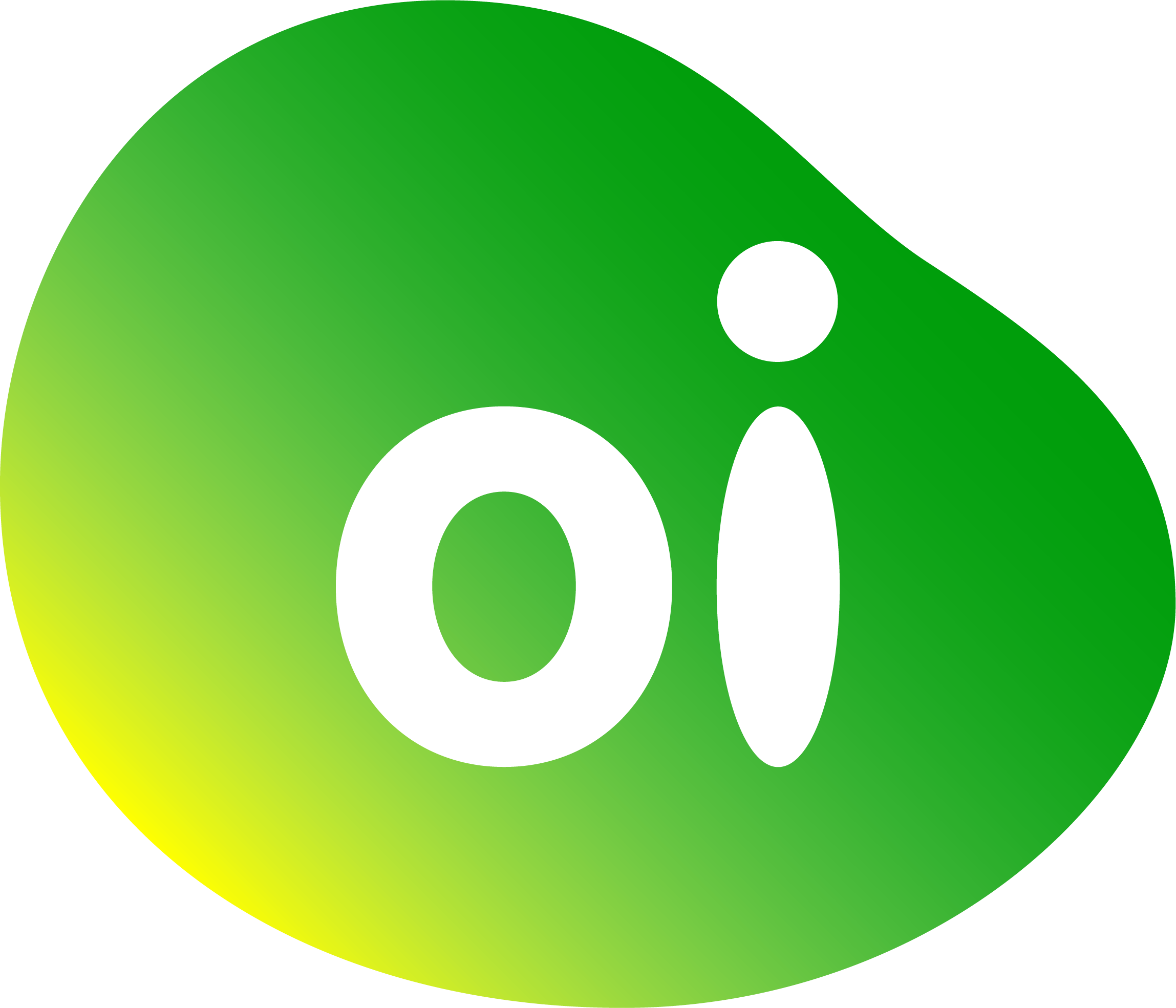
Logo da Oi (2022)

Em 2 de outubro de 2013 a Oi e a Portugal Telecom formalizam a fusão das duas companhias, tendo envolvido os acionistas da Oi, da Portugal Telecom e da Telemar Participações, com sede no Brasil e operações no Brasil e em Portugal. A fusão resultaria na criação da CorpCo, na qual a Portugal Telecom teria cerca de 38% e os acionistas brasileiros ficariam com 62%. A Oi se tornaria subsidiária da Corpco e a PT seria extinta.
A nova empresa teria operações em todos os países que falam a língua portuguesa e mais de 100 milhões de clientes, dos quais 70 milhões estão no Brasil. Para a fusão ser completada com êxito seria necessário um aumento de capital de 13,1 bilhões de reais (4360 milhões de euros) na Oi, sendo que o mínimo seria de pelo menos 7 bilhões de reais (2300 milhões de euros). Com dados de 2012, a fusão das duas empresas criaria um nova companhia com faturamento de quase 40 bilhões de Reais (13,000 milhões de euros) e lucro de 12,77 bilhões de reais (4250 milhões de euros), porém as dividas da nova empresa seriam de 41,2 bilhões (13,700 milhões de euros), cerca de 3,3 vezes o lucro total do grupo.
Foi informado que a CorpCo seria cotada nas bolsas de valores de São Paulo, Lisboa e Nova Iorque e seria sediada na cidade do Rio de Janeiro, no Brasil.
No primeiro semestre de 2014, na operação de capitalização, a Oi captou no mercado cerca de R$ 8,25 bilhões em dinheiro - com o aporte dos atuais acionistas da Oi, como BNDES e os fundos de pensão, além de novos investidores internacionais - e recebeu R$ 5,71 bilhões em ativos da PT (incluindo ativos da empresa na África e na Ásia). Ao todo, a capitalização da Oi somou R$ 13,96 bilhões.
Posteriormente, ocorreu a conversão das ações da Telemar Participações (Tmar), holding de capital fechado que controla a Oi e onde estão Andrade Gutierrez, La Fonte, PT, BNDES e os fundos de pensão, em ações diretas da Oi. A Telemar Participações foi incorporada em 1º de setembro de 2015.

### Calote à Portugal Telecom e saída de Zeinal
A Portugal Telecom havia comprado títulos de dívida da Rioforte, holding da Espirito Santo Investment Bank (principal acionista da Portugal Telecom, com 10% da empresa) no valor de € 897 milhões (quase R$ 2,7 bilhões) em notas promissórias. No entanto, a Rioforte acabou não pagando o montante devido à Portugal Telecom, com vencimento ocorrido em julho de 2014. Com isso, foi negociado entre a Oi e a Portugal Telecom para que a empresa portuguesa tivesse apenas 25,6 por cento na CorpCo, ante 37 por cento, além da renegociação da dívida da Rioforte.
Desde a fundação da empresa, Zeinal Bava presidente da empresa e Abílio Martins que atuava como executivo, renunciaram o cargo em 8 de outubro de 2014 devido a reivindicação de acionistas da Oi. Nisso, foi acordado que ele não deverá exercer nenhum cargo em empresa de telecomunicações durante três anos e recebeu 5,4 milhões de euros pelo pagamento desses anos.
A fusão das empresas na Corpco não foi concluída.
Os acionistas da operadora Portugal Telecom (PT-SGPS) aprovaram em 22 de janeiro de 2015 a venda do negócio operacional em território português ao grupo francês Altice por 7,4 bilhões de euros.
O grupo empresarial antes chamado de Portugal Telecom, SGPS, SA dividiu-se na PT Portugal SGPS, SA - empresa com ativos como MEO - , vendida ao grupo Altice, e na PT SGPS, uma holding financeira com 25,6% da Oi e com o investimento de risco avaliado em aproximadamente 900 milhões de euros. Após 29 de maio de 2015, a PT SGPS passou a ser designada Pharol, SGPS S.A., com sede no Amoreiras Plaza.

### Venda de participações
O Grupo Oi foi acionista de diversas empresas nacionais e internacionais de telecomunicações, algumas delas participações herdadas através da antiga PT Participações, após a aquisição do controle da Portugal Telecom. A subsidiária responsável pela gestão da participação social em outras sociedades é a PT Participações, que controla a Oi Investimentos Internacionais S.A. e a Africatel GmbH, a qual tem como controlada a Africatel Holdings B.V..
A Oi e a Hispasat fundaram em 2002 a Hispamar Satélites; empresa brasileira especializada em satélites, atuante em mais de 30 países. Era detentora de 20% da companhia.
Em janeiro de 2013, a Portugal Telecom vendeu a sua participação de 28% na Companhia de Telecomunicações de Macau (CTM) ao grupo Citic por US$ 411,6 milhões. 
Em janeiro de 2015, foi aprovada a venda dos ativos operacionais portugueses e húngaros para a empresa de telecomunicações neerlandesa Altice.
Em maio de 2019, realizou a alienação dos 40% que detinha da Cabo Verde Telecom para o Instituto Nacional de Previdência Social e a empresa pública Empresa Nacional de Aeroportos e Segurança Aérea (ASA) de Cabo Verde por R$ 67 milhões.
Em janeiro de 2020, alienou as participações sociais detidas nas companhias angolanas Unitel S.A. (25%) e Multitel – Serviços de Telecomunicações Lda. (40%) para a Sonangol por US$ 1 bilhão.
Em novembro de 2021, a participação de 51% da Companhia Santomense de Telecomunicações foi alienada à Visabeira Global por US$ 6 milhões.
No mesmo mês, ocorreu a alienação e transferência das ações de emissão da Directel e suas subsidiárias (Kenya Postel Directories Limited, ELTA - Empresa de Listas Telefónicas de Angola,  LTM - Listas Telefónicas de Moçambique e Directel Cabo Verde).
Em dezembro de 2021, vendeu a totalidade de suas ações na Hispamar Satélite para a Hispasat por R$ 50 milhões.
Em maio de 2023, a Oi vendeu a participação majoritária que detinha na Timor Telecom, operadora de telecomunicações do Timor-Leste por US$ 21,1 milhões para o governo timorense. O controle da Timor Telecom era exercidos pelas empresasː TPT, que possuía 54,01% das ações da companhia, e PT Participações, com 3,05%. Ambas são controladas (TPT) ou pertencem integralmente (PT) à Oi. Com a venda, o Estado do Timor-Leste ampliou sua fatia sobre a empresa de 20,59% para 77,65%.

## Empresas do grupo
- Brasil Telecom Call Center
- ClientCo Centro-Oeste (Oi Fibra)
- ClientCo Nordeste (Oi Fibra)
- ClientCo Norte (Oi Fibra)
- ClientCo Sudeste (Oi Fibra)
- ClientCo Sul (Oi Fibra)
- Companhia ACT de Participações (50%)
- Companhia AIX de Participações (50%)
- CVTEL BV
- Oi Brasil Holdings Cooperatief U.A
- Oi Serviços Financeiros
- Oi Soluções
- Paggo Soluções e Meios de Pagamentos (50%)
- Pharol SGPS (10%)
- Pointer Networks
- PT Participações SGPS S.A.
  - Africatel Holdings BV (86%)
  - Africatel Management GmbH
  - Oi Investimentos Internacionais
  - Seguradora Internacional de Moçambique (5,84%)

- Rio Alto Gestão de Créditos e Participações
- SEREDE - Serviços de Rede S.A
- V.TAL - Rede Neutra de Telecomunicações S.A. (34,12%)

## Serviços oferecidosː
- Oi Fixo (comunicações fixas)[23]
- Oi Place (marketplace)
- Oi Soluções